# Filozofie a láska
Filozofie a láska (v italském originále Filosofia, ed amore) je komická opera (dramma giocoso per musica) o třech dějstvích českoněmeckého skladatele Floriana Leopolda Gassmanna na libreto Carla Goldoniho. Premiéru opery uvedlo v karnevalové stagioně roku 1760 benátské divadlo Teatro San Moisè.

## Vznik a charakteristika
Florian Leopold Gassmann žil a působil od mládí v Itálii a roku 1757 začal tvořit opery pro benátské divadlo San Moisè, jednu zakázku každý rok. Po velkém úspěchu opery buffy Ptáčníci v roce 1759 se Florian Leopold Gassmann vrátil o rok později opět s komedií na nové libreto Carla Goldoniho, píšícího pod pseudonymem Polisseno Fegejo. 
V tomto případě se jedná o ranou podobu komické opery; role jsou rozděleny na vážné (hlavní milenecký pár, kde milenec je podobně jako v opeře seria sopránová role) a komické (ostatní), mezi nimiž se objevují typické postavy lstivých sluhů a služek (Esopo a Corina). Děj je umístěn do antického Řecka a „filozofický“ námět je nejvíce využit ve scéně přerušené přednášky (finále 1. dějství), která má podobnou úlohu Goldoniho oblíbené soudní scény v jeho jiných dílech. Originální je odvážná postava prostoduché otrokyně Merliny, která se netají (lesbickou) láskou ke své přítelkyni Cloridey a zaplete se dvou různých ménages à trois; rovněž závěr s „vítězstvím lásky“ je ironický: nad filosofií nezvítězí ani tak láska jako milostná iluze, protože city, které v hlavním hrdinovi, mudrcovi Xantovi, zvítězí nad filozofií jsou jednostranné a láska jeho ženy jen předstíraná.

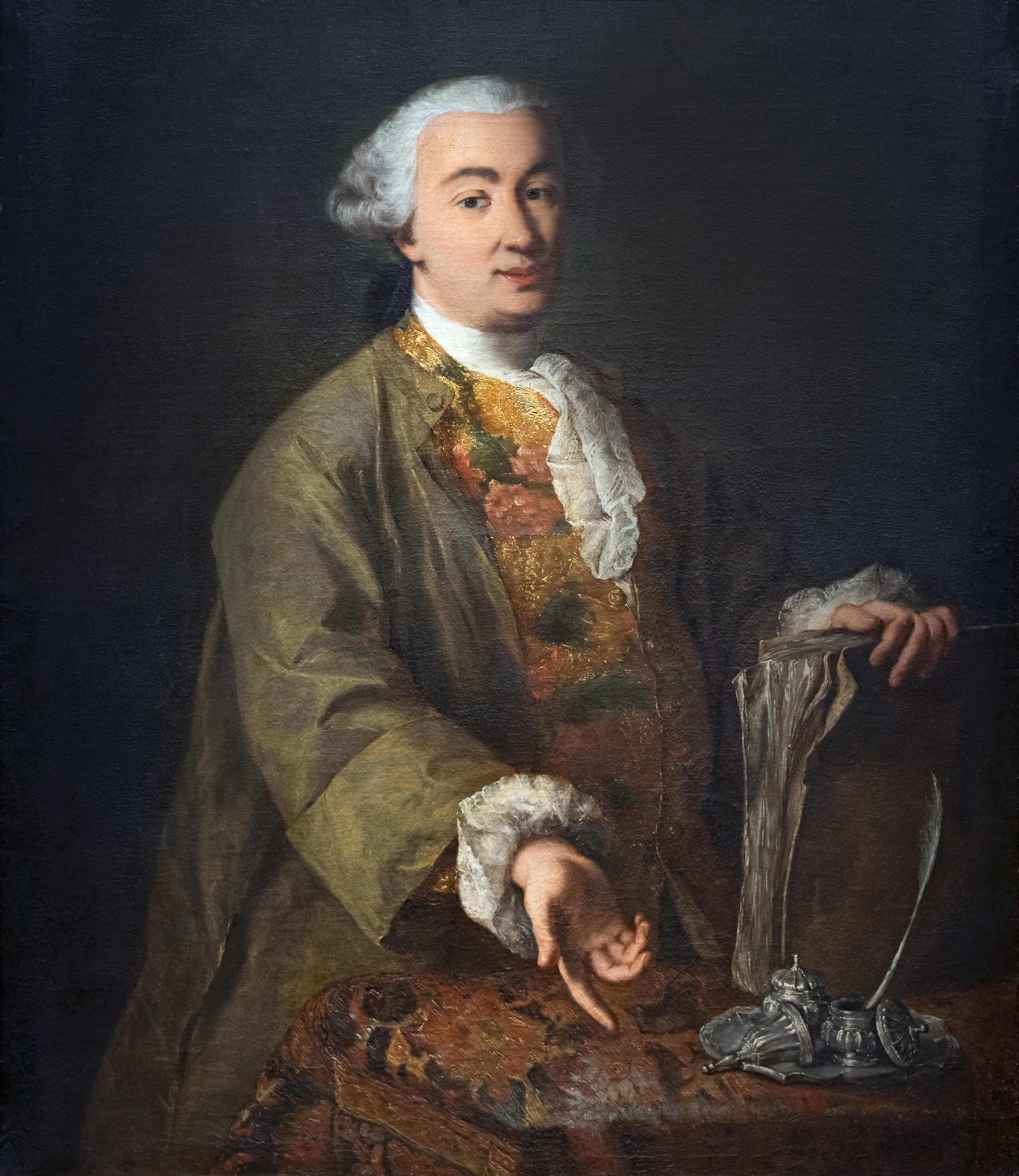
Libretista Carlo Goldoni, portrét Alessandra Longhiho z doby kolem roku 1757

Gassmannovský badatel z přelomu 19.  a 20. století Gustav Donath shldává partituru Filozofie a lásky nevyrovnanou. Postavy milenců si zachovávají styl opera seria i hudebně, včetně převahy árií da capo a hojné koloratury; Donath ji vyčítá „bezbarvost a nedostatek charakterizace“, zejména postavě vznešené otrokyně Cloridey. Filozof Xanto je hudebně vykreslen důstojněji, než by se bylo podle libreta dalo čekat, a jeho árii ve třetím dějství považuje Donath za jednu z nejlepších a nejpůsobivějších. Výstižná komická charakterizace provází postavy filozofovy svárlivé a nespokojené ženy Menalippe a jejího hlavního protivníka, vychytralého otroka Esopa; na dobovou operu buffu je originální jejich ústřední dialog prokládaný krátkými bajkami ve formě kupletů, kterými si navzájem vyjadřují dvou nedůvěru. Hudba spojená s Merlinou vyjadřuje její nevinnost a prostotu. Z ansámblů je podle Donatha nejvydařenější první finále, tedy prakticky celá scéna Xantovy filozofické přednášky ve škole, kterou ostatní postavy přerušují, až ji úplně zmaří. Méně výrazné je druhé finále; na koni třetího dějství se po zdařilém a pikantním tercetu Merliny, služky Coriny a zahradníka Rappa nalézá delší, avšak dramaticky méně výrazný duet Xanta a Menalippe, který zdržuje spád děje na konci příběhu, a „bezvýznamný“ závěrečný sbor.
Filozofie a láska nezopakovaly úspěch Ptáčníků. Nejsou doklady o pozdějším provedení této Gassmannovy opery, skladatel se však později ve Vídni k námětu vrátil a zhudebnil jej v nové verzi pod názvem Zamilovaný filozof (Il filosofo innamorato). Rukopis partitury opery Rybáři uchovává Rakouská národní knihovna ve Vídni.

## Osoby a první obsazení
| osoba                              | hlasový obor | premiéra (1760)     |
| ---------------------------------- | ------------ | ------------------- |
| vážné role (parte serie)           |              |                     |
| Cloridea, Xantova otrokyně         | soprán       | Giuseppa Bigiogera  |
| Leonzio, Xantův učedník            | soprán       | Perina Cortini      |
| komické role (parte buffe)         |              |                     |
| Xanto, filozof                     | tenor        | Pietro Bigiogero    |
| Menalippe, jeho žena               | alt          | Serafina Pami       |
| Rappa (Rapa), zahradník            | tenor        | Domenico Occhiluppo |
| Corina, Menalippina služebná       | soprán       | Francesca Mucci     |
| Merlina, otrokyně                  | alt          | Teresa Tiocchi      |
| Esopo, otrok                       | bas          | Pietro Leonardi     |
| Dirigent: Florian Leopold Gassmann |              |                     |
| Choreograf: Giuseppe Forti         |              |                     |

## Děj opery
Odehrává se v antice na ostrově Samu.

### 1. dějství

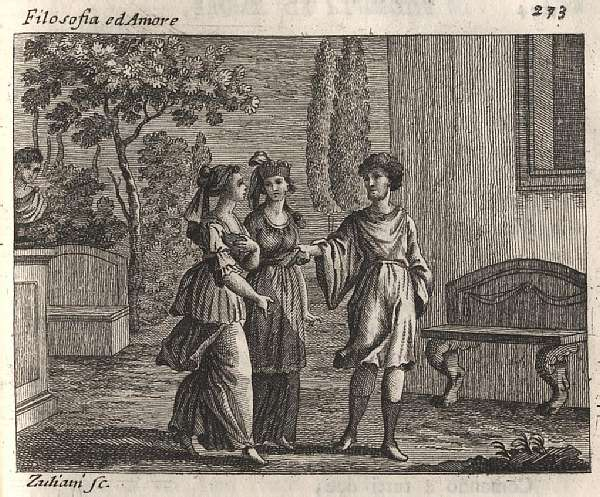
Scéna z Filozofie a lásky, rytina Giuliana Zulianiho podle Pietra Antonia Novelliho z roku 1794

(1. obraz – Zahrada domu filozofa Xanta) Xantův učedník Leonzio a Xantova otrokyně Cloridea si vyznávají lásku a filozofova družka Menalippe je rozhání a kárá (introdukce Dolce amor, te solo invoco). Menalippe se nejprve utrhne na Clorideu a jako žena jejího pána jí poroučí, aby se poroučela. Cloridea s nevolí uposlechne (árie Parto per obbedirvi). Pak se Menalippe baví s Leonziem. Plísní ho za to, že se dvoří pouhé otrokyni, když jsou zde zajímavější možnosti, například ona sama. Leonzio z obezřetnosti neříká na její vemlouvání ano ani ne.
Služebná Corina přináší své paní Menalippe zprávu, že Xando se vrací po krátké nepřítomnosti – kratší, než by si Menalippe přála – a cestou koupil nového otroka a novou otrokyni. Obě ženy spekulují hlavně o tom, zda je nový otrok hezký, přestože už obě usilují o Leonzia – nehledě na to, že Menalippe má Xantu a Corina je snoubenkou zahradníka Rappy. Xanto přichází a dotkne se ho, že ho Menalippe nevítá s nadšením; ba se rovnou dají do hádky. Corina je Xantem poslána, aby přivedla nového otroka, na kterého je Menalippe tak zvědavá, a přitom si Xantovi po straně stěžuje na svou paní, která ji všechny muže chce rezervovat pro sebe (árie Ehi, Signore, una parola).
Nový otrok jménem Esopo paní Menalippe zklame. Není mladý ani pohledný, zato má ještě pohotovější jazyk než samotný filozof Xanto a hned se s ní dává do slovní potyčky, zejména pro své misogynní názory (árie Del caval la bizzarria). Menalippe se durdí a chce po Xantovi, aby se Esopa zbavil. Xanto chce odejít na svou přednášku, ale Menalippe ho nepustí, dokud jí to vágně neslíbí (árie Che impertinenza è questa?). Menalippe si pak sama stěžuje, že jí k filozofujícímu Xantovi v domácnosti přibyl ještě jeden takový mudrc. Je rozhodnuta pomstít se aférou s Leonziem, protože ztěžovat mužům život je pro ni hlavní úkol žen (árie Noi altre femmine).
(2. obraz – Pokoj) Corina vypráví Rappovi o novém, otrokovi a vychvaluje jeho důvtip. Rappa od ní nerad slyší chválu na jiného muže a důvodně se domnívá, že v něm chce vzbudit žárlivost. Po jejím odchodu narazí na Merlinu, novou otrokyni. Je to půvabné, avšak dosti prostoduché děvče z Athén, teprve nedávno prodané do otroctví (árie Poverina ho già perduta). Rappa se jí vyptává, co umí – dozví se, že nic, že umí jen milovat – totiž příbuzné, přátele… Nejnáruživěji milovala přítelkyni Clorideu, která rovněž byla zchudlou matkou prodána do otroctví. Zato Rappovi odpovídá, že jeho nemiluje, protože se jí nelíbí. Rappa zhrzeně opáčí, že on zase nestojí o nevzdělanou krásu (árie Il pregio non curo).
Následně s Merlinou mluví Leonzio. I pro něj je rozhovor s „nevinnou“ či spíše slabomyslnou dívkou obtížný, ale alespoň dojdou k závěru, že její přítelkyně Cloridea a Leonziova milá Cloridea jsou jedna a táž osoba. To však vzbudí v Merlině velkou žárlivost na Leonzia, o níž bez uzardění informuje i svou paní Menalippe. Menalippe na ni nemá trpělivost a Merlina si stěžuje: ať na ni nejsou hrubí, je děvče něžného srdce stvořeného k milování (árie Io non sono impertinente).
Rozhořčená Menalippe se domnívá, že i Merlina usiluje o Leonzia, a nejen že mu to vyčítá, ale rovnou o tom zpravuje Clorideu a varuje ji před Leonziovou nestálostí (árie Oh guardate il bel soggetto). Leonziovi se nepodaří Clorideu jednoznačně upokojit, ale věří, že se jeho věrnost časem prokáže (árie Dalle nubi il sol lucente).
(3. obraz – Xantova škola) Xanto přednáší svým žákům o nutné přednosti rozumu nad erotickými city. Stěžuje si, že Leonzio právě pro lásku někde lelkuje. Naopak Esope je přítomen a činně se účastní debaty, byť je neškolen, se svou přírodní filozofií. Když se však Xanto pustí do přednášky, nejprve ho přerušuje Esope – ten alespoň pertinentními komentáři – avšak poté i přicházející Corina (žalující na Merlinu, že šíří volnou lásku), poté Rappa, Merlina a hlavně Menalippe. Xantos je všechny posílá někam a snaží se pokračovat, ale za jejich hlaholení se jeho přednáška rozpadne – rozum tentokrát utrpěl porážku (finále (Menalippe, Corina, Merlina, Xanto, Rappa, Esopo) È l'amore un certo foco … È finita la lezione).

### 2. dějství
(1. obraz – Místnost v Xantově domě) Xanto si Esopovi stěžuje na domácí starosti a Esope mu nabízí obchod: za propuštění z otroctví zařídí, aby jeho manželka byla ponížena a stala se poslušnou. Poté mluví Esope s Leonziem. I ten si stěžuje na Menalippe, protože ho pronásleduje svou láskou a brání tomu, aby byla Cloridea propuštěna a on si ji mohl vzít. Esope mu slibuje pomoc, protože jsou krajané, a Leonzio mu děkuje a věří, že Esope vše vyřeší (árie Frema pure il mar sdegnato).
Pak se Esopo dává do řeči s Menalippe. Jako vždy jí předstírá zdvořilost a přitom ji zastřeně uráží, avšak Menalippe se jím nedá vodit za nos a oplácí mu stejnou mincí (Esopova arieta Bella testa, Menalippina arieta Stava bonino, Esopova arieta Con pelle d'agnella a Menalippina arieta Un certo somarone). Opět jasně odmítne umožnit sňatek Leonzia s Clorideou a Esope ironicky velebí 
její upřímnost (árie Che vivano le femmine).
Menalippe vyzvídá po Merlině, zda je ona zamilovaná do Leonzia a on do ní. Prostoduchá Merlina se snaží odpovídat to, co se její paní bude líbit, a Menalippe vidí, že jejím odpovědím nelze věřit. Rozhodne se Merlině pro jistotu vnutit sňatek se zahradníkem Rappem. Ten je potěšen – Merlina je pohledná a pomstil by se tím vrtkavé Corině. Merlina sice souhlasí, ale sotva Menalippe odejde, svůj souhlas odvolává. Vysvětluje Rappovi, že vůbec nestojí o žádného manžela (árie Ho veduto tanti, e tanti). Hrdě odejde, zato Corina, která se od své paní o chystaném sňatku dozvěděla, si Ruppovi stěžuje na jeho nestálost a ten jí opět vyznává lásku. Corina si říká, že bude dobré udržovat si Ruppa v záloze, a proto jeho vyznání opětuje, i když nabídku k sňatku nechává koketně nezodpovězenu, aby se neuvázala předčasně (duet Venga presto il dì bramato).

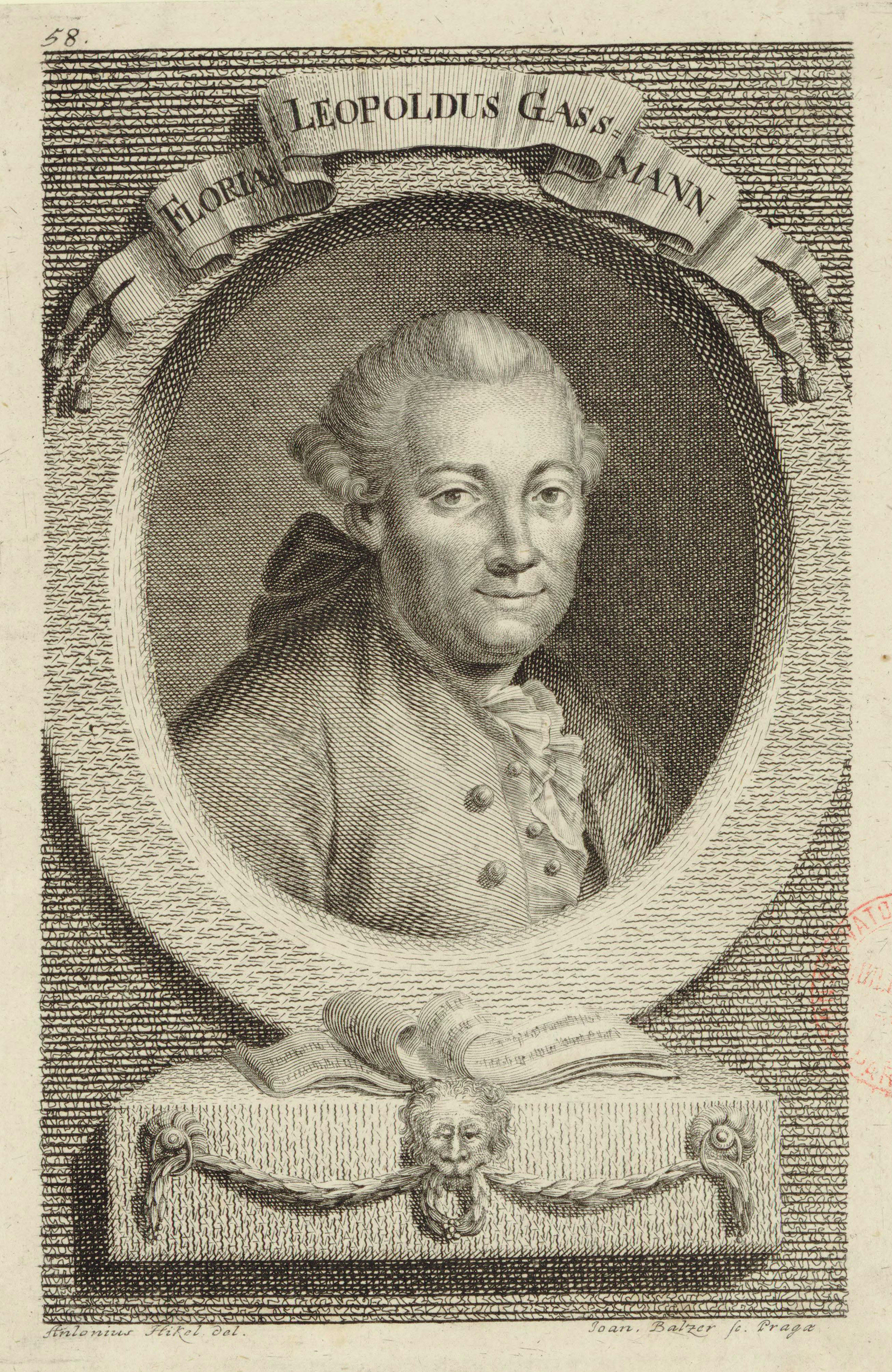
Florian Leopold Gassmann, rytina Johanna Balzera podle Antona Hickla, před 1780

(2. obraz – Dvůr) Esope radí Xantovi, aby vyzkoušel manželčiny pravé city tím, že bude fingovat nemoc. Xanto se nechá přesvědčit. Všichni jsou svoláni ke Xantovu údajnému smrtelnému loži. Menalippe lamentuje, ale po straně se raduje. Na Esopův popud Xanto navrhuje, aby si Menalippe po jeho smrti vzala Leonzia. Leonzio i Cloridea se brání a vyhlašují svou lásku, ale rozradostněná Menalippe je umlčuje, aby nemocnému neodporovali, a běží pro lékaře (árie Presto, trovate un medico).
Xantovi se zdá, že reakce jeho ženy jsou takové, jaké si přál, a tak Esope přichází s druhým stupněm léčky, totiž předstírat Xantovu smrt. Pak se ukáží Menalippiny pravé úmysly. Xanto je rozrušen pomyšlením, že by jeho důvěra v manželku mohla být zklamána (árie Ah pur troppo al cor mi sento). Cloridea o jeho náhlé nemoci pochybuje, nikoli však o Menalippiných nepřátelských záměrech, z nichž má strach (árie Ha la natura impressa).
Esope pošle Rappu za Xantem, aby mu byl nápomocen, a pak Corině a Menalippe zachmuřeně oznamuje Mistrovu smrt. Obě ženy se radují, protože filozofova smrt pro ně znamená vysvobození, a Menalippe se chce okamžitě provdat za Leonzia. Posílá Esopa pro svědky sňatku – a ten přivádí Ruppa a zmrtvýchvstalého Xanta, který v rozhořčení posílá svou choť pryč. Menalippe i Corina se zlobí, že byly oklamány, zatímco muži se radují, že ženy odhalili a vytrestali (finále Donne piangete).

### 3. dějství
(1. obraz – Místnost v Xanově domě) Cloridea, Leonzio a Merlina hodnotí situaci. Cloridea doufá, že jí nyní dá Xanto svobodu, aby si mohla vzít Leonzia, ale Merlina protestuje, protože chce Clorideu pro sebe. Cloridea a Leonzio ji ujišťují, že ji přítelkyně bude nadále milovat a že Merlina může žít s nimi – pokud však bude sama počestně provdána. Merlina si hned vzpomíná, že se o ni ucházel Rappa, a za změněných okolností je připravena si ho vzít.
Esope přináší od Xanta dobré zprávy: propustil Clorideu z otroctví a Esopa hned zmocnil, aby Leonzia a Clorideu na místě oddal. Novomanželé se radují (duet Idolo mio diletto). Odcházejí a Merlina je chce následovat, ale Esope jí připomíná, že si musí vzít Rappa. Ten přichází a Merlina mu slibuje manželskou lásku, pokud ji je Rappa ochoten sdílet s Clorideou. Zmatenému Rappovi Esope Merlinu vychvaluje jako nevěstu vynikající roztomilou nevinností (árie Non si trovano al mondo oggidì).
Váhajícímu Rappovi Merlina nabízí, ať se vezmou na měsíc na zkoušku. Tento rozhovor vyslechne Corina a oboří se na Rappu, jehož si nyní definitivně chce vzít sama. Rappa je musí uklidňovat a obě ženy se začnou o zahradníka přetahovat, až Merlina přijde s nápadem, že bude Rappovou manželkou přes den a Corina v noci. Toto řešení všem vyhovuje (tercet Ha ciacheduna le grazie sue).
(2. obraz – Síň v Xantově domě) Xanto podle dohody dává Esopovi svobodu. Musí bývalému otrokovi slíbit, že Menalippe vyžene a neuvěří jí, kdyby se ho opět snažila oklamat – je přece filozof a nedá se ovládat city. Sotva však Esopo odejde, aby Xantovu manželku přivedl, opouští ho síla, protože Menalippe stále miluje (doprovázený recitativ Sì, sì, son risoluto).
Menalippe ví, že o Leonzia přišla, protože už je ženat s jinou, a její jedinou šancí je usmířit se s manželem. Po delším rozpačitém mlčení ji Xanto káže vyhnat, ale jejím nářkům, slzám a něžnostem nedokáže odolat déle než okamžik. Esope z úkrytu sleduje, jak Xanto přes veškeré jeho pokyny bere Menalipe na milost a oba spočinou v milostném objetí (doprovázený recitativ  Ahi che fiero cimento! a duet Sposa infida, sposa ingrata). Esopovi nezbývá než konstatovat vítězství lásky nad folozofií, avšak všechny ostatní postavy se z vítězství lásky radují (finále – sbor Evviva cantiamo).

## Diskografie
- 2006/2007 (CD 2009 Naxos 8.570421) Předehra, English Chamber Orchestra řídí Sylvia Alimena.